# Kareena Kapoor
Kareena Kapoor, född 21 september 1980 i Bombay, är en indisk skådespelare. Hon är dotter till Randhir Kapoor och syster till skådespelerskan Karisma Kapoor. Hon är gift med skådespelaren Saif Ali Khan. Hon har pakistanska (pashtun) rötter på sin fars sida. Hon har bland annat spelat Geet Kaur Dhillon Kashyap i filmen Jab We Met (2007).